# Абсолютне значення (алгебра)
Абсолютним значенням на тілі або полі називається відображення {\displaystyle |\cdot |} тіла K в множину {\displaystyle \mathbb {R} _{+}} невід'ємних дійсних чисел, що задовольняє умовам:
1. {\displaystyle |x|=0_{\mathbb {R} }\iff x=0_{K}};
2. {\displaystyle |xy|=|x||y|};
3. {\displaystyle |x+y|\leqslant |x|+|y|.}

Абсолютне значення часто також називають нормою, мультиплікативним нормуванням. Абсолютні значення можуть більш загально розглядатися на будь-якому кільці зі значеннями в лінійно впорядкованому кільці.
Абсолютні значення, що  задовольняють умові 
1. {\displaystyle |x+y|\leqslant \max(|x|,|y|)}

називаються ультраметричними або неархімедовими. В іншому випадку вони називаються архімедовими.

## Приклади
- Якщо {\displaystyle K=\mathbb {R} }  — поле дійсних чисел, то {\displaystyle |x|=\max\{x,-x\}} є абсолютною величиною, або модулем, числа {\displaystyle x\in \mathbb {R} }.
- Аналогічно, якщо K  — поле {\displaystyle \mathbb {C} } комплексних чисел або тіло {\displaystyle \mathbb {H} } кватерніонів, то  {\displaystyle |x|={\sqrt {x{\bar {x}}}}}
- Абсолютне значення підполя цих полів також забезпечуються індукованим абсолютним значенням.
- Будь-яке тіло має тривіальне абсолютне значення:

{\displaystyle |x|={\begin{cases}1,&x\neq 0\\0,&x=0\end{cases}}}
Для скінченних полів і їх алгебраїчних розширень визначені тільки такі абсолютні значення.
- Приклади абсолютних значень іншого типу дають логарифмічні нормування тіла K: якщо v  — нормування K зі значеннями в групі {\displaystyle \mathbb {R} } і a — дійсне число, таке що {\displaystyle 0<a<1}, то {\displaystyle |x|=a^{v(x)}} є абсолютним значенням. Наприклад, якщо {\displaystyle K=\mathbb {Q} }, а і {\displaystyle v_{p}} є р-адичним нормуванням поля {\displaystyle \mathbb {Q} }, то {\displaystyle |x|_{p}=(1/p)^{v_{p}(x)}} називається р-адичним абсолютним значенням, або р-адичною нормою.

## Властивості
- Якщо 1  — одиничний елемент поля чи тіла, то {\displaystyle |1|=|{-1}|=1} і також {\displaystyle |{-x}|=|x|} для всіх елементів x.

{\displaystyle |1|=|1\cdot 1|=|1|\cdot |1|}. Рівняння {\displaystyle |1|=|1|\cdot |1|} щодо невідомої {\displaystyle |1|} має два розв'язки в множині {\displaystyle \mathbb {R} }, {\displaystyle 0} і {\displaystyle 1}. З визначення абсолютного значення випливає {\displaystyle |1|\neq 0}, тому {\displaystyle |1|=1}.
Також {\displaystyle |1|=|{-1}\cdot -1|=|{-1}|\cdot |{-1}|}, тому {\displaystyle |{-1}|^{2}=1}. Оскільки абсолютне значення не може бути від'ємним, то {\displaystyle |{-1}|=1}.
Нарешті {\displaystyle |{-x}|=|{-1}\cdot x|=|{-1}|\cdot |x|=1\cdot |x|=|x|}, відповідно {\displaystyle |{-x}|=|x|}
- Для ультраметричних абсолютних значень {\displaystyle |n\cdot 1|\leqslant 1} для всіх цілих чисел n. Навпаки для будь-якого абсолютного значення {\displaystyle |x|}, якщо {\displaystyle |n\cdot 1|\leqslant 1} хоча б для якогось натурального числа n > 0, то {\displaystyle |x|} є ультраметричним абсолютним значенням. Еквівалентно, якщо {\displaystyle |n\cdot 1|\leqslant M} для всіх цілих чисел n і довільного (спільного для всіх n) додатного дійсного числа M, то абсолютне значення є ультраметричним.
- Для ультраметричних абсолютних значень справедливе твердження:

{\displaystyle |x|\neq |y|\Rightarrow |x+y|=\max(|x|,|y|)}
Припустимо, без втрати загальності, що {\displaystyle |x|<|y|}.
З визначення ультраметричного абсолютного значення {\displaystyle |y|=|(y+x)+(-x)|\leqslant \max(|y+x|,|{-x}|)}. Звідси {\displaystyle |y|\leqslant \max(|y+x|,|x|)}.
Оскільки {\displaystyle |x|<|y|}, також  {\displaystyle |y|\leqslant |y+x|}.
Натомість, {\displaystyle |y+x|\leqslant \max(|x|,|y|)=|y|}.
З попередніх двох нерівностей випливає, що {\displaystyle |y+x|=|y|=\max(|x|,|y|).}
- Всі ультраметричні абсолютні значення отримуються з нормування зазначеним вище способом: {\displaystyle |x|=a^{v(x)}} (і навпаки, за нормування завжди можна взяти {\displaystyle \log |x|}).
- Якщо характеристика поля не є рівною 0, то всі абсолютні значення, визначені на ньому є неархімедовими.
- Якщо абсолютне значення визначене для комутативного кільця R, що є областю цілісності то абсолютне значення можна однозначно продовжити на його поле часток прийнявши {\displaystyle |x/y|=|x|/|y|.\,}

## Топологічні властивості і еквівалентність
Абсолютне значення {\displaystyle |x|} визначає метрику на K, якщо за відстань між x і y прийняти {\displaystyle |x-y|}, і тим самим визначає топологію на K. Так, топологія будь-якого локально компактного тіла визначається деяким абсолютним значенням. 
Абсолютні значення {\displaystyle |x|_{1}} і {\displaystyle |x|_{2}} називаються еквівалентними, якщо вони визначають одну топологію; в цьому випадку існує таке {\displaystyle \lambda >0}, що {\displaystyle |x|_{1}=|x|_{2}^{\lambda }} для всіх {\displaystyle x\in K}.
Еквівалентні класи всіх архімедових абсолютних значень (визначених на тілі із значеннями в множині дійсних чисел) описує теорема Островського: якщо {\displaystyle |x|}  — архімедове абсолютне значення на тілі K, то існує такий ізоморфізм K на деяке всюди щільне підтіло тіла {\displaystyle \mathbb {R} ,\mathbb {C} } або {\displaystyle \mathbb {H} }, що {\displaystyle |x|} є еквівалентним абсолютному значенню, індукованому з {\displaystyle \mathbb {R} ,\mathbb {C} } або {\displaystyle \mathbb {H} }.
Будь-яке нетривіальне абсолютне значення поля {\displaystyle \mathbb {Q} } раціональних чисел є еквівалентним або р-адичному абсолютному значенню {\displaystyle |x|_{p}} (де p  — просте число), або звичайному модулю числа. Ця теорема також називається теоремою Островського. При цьому для будь-якого раціонального числа {\displaystyle x\in \mathbb {Q} }:
{\displaystyle |x|\prod _{p}|x|_{p}=1.}
Аналогічна формула справедлива і для полів алгебраїчних чисел.

## Продовження абсолютних значень
Якщо {\displaystyle |x|}  — деяке абсолютне значення тіла K, то K може бути вкладене, за допомогою класичного процесу поповнення, в тіло {\displaystyle K_{|\cdot |}}, що є повним щодо абсолютного значення, що продовжує {\displaystyle |x|}. 
Одним з методів вивчення полів є вкладення поля K в прямим добуток {\displaystyle \prod _{|\cdot |}K_{|\cdot |}} поповнень поля K за всіма абсолютними значеннями. Поле K є щільним  в {\displaystyle \prod _{|\cdot |}K_{|\cdot |}}: якщо {\displaystyle |\cdot |_{1},...,|\cdot |_{n}}  — нетривіальні нееквівалентні абсолютні значення на полі K, {\displaystyle a_{1},...,a_{n}\in K} і {\displaystyle \varepsilon >0}, то існує таке {\displaystyle a\in K}, що {\displaystyle |a_{i}-a|<\varepsilon } для всіх i (теорема апроксимації для абсолютних значень).
Абсолютне значення поля K може бути продовженим (взагалі кажучи неоднозначно) на будь-яке алгебраїчне розширення поля K. Якщо K є повним щодо абсолютного значення {\displaystyle |x|}, a L є розширенням K степеня n, то продовження {\displaystyle |x|} на L визначається однозначно і задається формулою:
{\displaystyle |x|_{1}={\sqrt {|N_{L/K}(x)|}},\;x\in L,}
де {\displaystyle N_{L/K}(x)}  — норма елемента для відповідного скінченного розширення.